# Gergely Siklósi
Gergely Siklósi   (Tapolca, 4 de setembre de 1997) és un esportista hongarès que competeix en esgrima, especialista en la modalitat d'espasa.
Va participar en els Jocs Olímpics de Tòquio 2020, i hi va obtenir una medalla de plata en la prova individual. Va guanyar una medalla d'or en el Campionat Mundial d'Esgrima de 2019 i dues medalles (1 d'or) en els Campionats d'Europa.

## Trajectoria internacional
| Jocs Olímpics      | Jocs Olímpics          | Jocs Olímpics | Jocs Olímpics          |
| Any                | Lloc                   | Medalla       | Prova                  |
| ------------------ | ---------------------- | ------------- | ---------------------- |
| 2020               | Tòquio ( Japó)         | 2             | Espasa individual      |
| Campionat del món  |                        |               |                        |
| Any                | Lloc                   | Medalla       | ProvaCampionat del món |
| 2019               | Budapest ( Hongria)    | 1             | Espasa individual      |
| 2022               | El Caire ( Egipte)     | 15a posició   | Espasa individual      |
| 2022               | El Caire ( Egipte)     | 4a posició    | Espasa per equips      |
| 2023               | Milà ( Itàlia)         | 5a posició    | Espasa individual      |
| 2023               | Milà ( Itàlia)         |               |                        |
| Campionat d'Europa |                        |               |                        |
| Any                | Lloc                   | Medalla       | Prova                  |
| 2019               | Düsseldorf ( Alemanya) | 3             | Espasa per equips      |
| 2022               | Antalya ( Turquia)     | 23a posició   | Espasa individual      |
| 2022               | Antalya ( Turquia)     | 7a posició    | Espasa per equips      |
| 2023               | Plòvdiv ( Bulgària)    | 20a posició   | Espasa individual      |
| 2023               | Cracòvia ( Polònia)    | 1             | Espasa per equips      |